# 戸田氏共
戸田 氏共（とだ うじたか）は、江戸時代末期（幕末）の大名、明治から昭和期の華族・外交官・宮内省官僚。位階勲等爵位は従一位勲一等伯爵。
大垣戸田家の12代目の当主で、美濃国大垣藩第11代（最後）藩主、同藩初代（最後）藩知事。オーストリア＝ハンガリー全権公使、式部長官などを歴任した。

## 生涯
嘉永7年6月29日（1854年7月23日）、第9代藩主戸田氏正の五男として生まれる。慶応元年（1865年）7月27日、長兄の第10代藩主氏彬の病死により、その末期養子として家督を継いだ。翌年6月24日に、従五位下采女正に叙任する。
慶応4年（1868年）1月10日、鳥羽・伏見の戦いで徳川慶喜に与したことにより、新政府から朝敵として入洛禁止を命じられた。そうした状況のなか、家老の小原鉄心が藩論を勤王・恭順にまとめ上げた。同年1月16日、氏共は直ちに上洛して政府に謝罪し、官軍の東山道鎮撫使の先鋒役を務めることになった。これにより4月15日に正式に朝敵から除外された。会津征伐では会津若松城に攻め込む戦功を挙げた。その功績により明治2年（1869年）には3万石の賞典禄を下賜された。
明治2年（1869年）6月16日、大垣藩知事に就任する。明治3年（1870年）閏10月19日、大学南校への入学を願う。明治4年（1871年）2月、アメリカ留学のために知藩事職を辞任する。同年4月4日に横浜港を出発し、弟氏益らも同行した。
版籍奉還の際に定められた家禄は現米で5032石。明治9年（1876年）の金禄公債証書発行条例に基づき家禄および賞典禄（実額7500石）の合計1万2532石と引き換えに支給された金禄公債の額は22万9219円28銭4厘（華族受給者中29位）。
帰国後の1879年（明治12年）10月に文部省御用掛を命じられた。1882年（明治15年）伊藤博文に随って欧州へ。1884年（明治17年）、伯爵を授けられる。1886年（明治19年）3月に公使館参事官、1887年（明治20年）5月に弁理公使と累進し、同年6月にオーストリア＝ハンガリー全権公使となった。さらに、1892年（明治25年）に宮内省の狩猟官、1897年（明治30年）に諸陵頭兼主猟官、1898年（明治31年）に式部官兼狩猟官、1900年（明治33年）5月に宮中顧問官、1905年（明治38年）9月に式部長、1908年（明治41年）1月に式部長官となった。1907年（明治40年）11月、勲一等瑞宝章受章。1921年（大正10年）10月、式部長官を退任する。1928年（昭和3年）2月1日、麝香間祗候を仰せ付けられた。
1936年（昭和11年）2月17日、旧大名の中でも長寿の83歳で死去した。墓所は東京都文京区向丘の蓮光寺。戒名は慶徳院殿。戸田一西以降の歴代当主とともに大垣の常葉神社において祭神として祀られている。婿養子の氏秀（大河内輝声の四男）は早世していたため、外孫の氏忠（氏秀の四男）が家督を継いだ。

## 栄典
位階

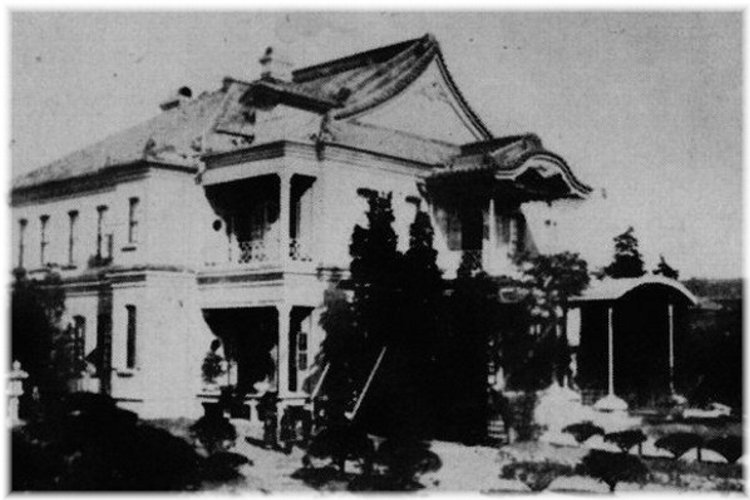
戸田伯爵家の岐阜本邸

- 1890年（明治23年）10月8日 - 従三位[8]

勲章等
- 1884年（明治17年）7月7日 - 伯爵[9]
- 1885年（明治18年）7月13日 - 勲三等旭日中綬章[10]
- 1897年（明治30年）6月30日 - 勲二等瑞宝章[11]
- 1906年（明治39年）4月1日 - 旭日重光章[12]・明治三十七八年従軍記章[13]
- 1907年（明治40年）12月27日 - 勲一等瑞宝章
- 1914年（大正3年）12月23日 - 旭日大綬章[14]
- 1915年（大正4年）11月10日 - 大礼記念章[15]
- 1921年（大正10年）10月1日 - 旭日桐花大綬章

外国勲章佩用允許
- 1904年（明治37年）11月29日 - 大韓帝国：勲一等大極大綬章[16]
- 1908年（明治41年）1月29日 - 大韓帝国：大勲位李花大綬章
- 1911年（明治44年）10月5日 - イギリス帝国：イギリス皇帝皇后両陛下戴冠記念章[17]
- 1920年（大正9年）1月31日 - ローマ教皇庁：聖シルベストロ大十字勲章[18][19]

## 家族
- 父：戸田氏正（1814年 - 1876年）
- 母：吉田氏
- 養父：戸田氏彬（1831年 - 1865年）
- 妻：戸田極子（1858年 - 1936年） - 岩倉具視の三女
  - 長女：戸田孝子（1877年 - 1964年） - 細川護成正室
  - 次女：戸田米子（1879年 - 1916年） - 戸田氏秀正室
  - 三女：戸田幸子（1881年 - 1954年） - 松平直平継室
- 生母不明の子女
  - 五女：戸田富子（1902年 - 1979年） - 戸田氏秀継室
  - 養子：戸田氏秀（1882年 - 1924年） - 大河内輝声の四男